# FlyDSA Arena
FlyDSA Arena (anteriormente Sheffield Arena e Motorpoint Arena Sheffield) é um espaço localizado em Sheffield, na Inglaterra, onde se realizara eventos esportivos e grandes apresentações musicais. Localizado próximo as cidades de Shelffield, ao shopping Meadowhall Centre, ao suburbio industrial Attercliffe e ao complexo de lazer e entretenimento Valley Centertainment, tornou-se o principal centro de eventos de Yorkshire. Em 2002, mudou seu nome para Hallam FM Arena, mas, no dia 1 de Novembro de 2007, voltou ao seu nome original.

## Construção e Abertura
A construção do Sheffield Arena curstou cerca de £34 milhões, cerca de R$ 89.657 milhões, e foi inaugurada pela rainha Isabel II no dia 30 de Maio de 1991.  